# 轉拴式槍栓

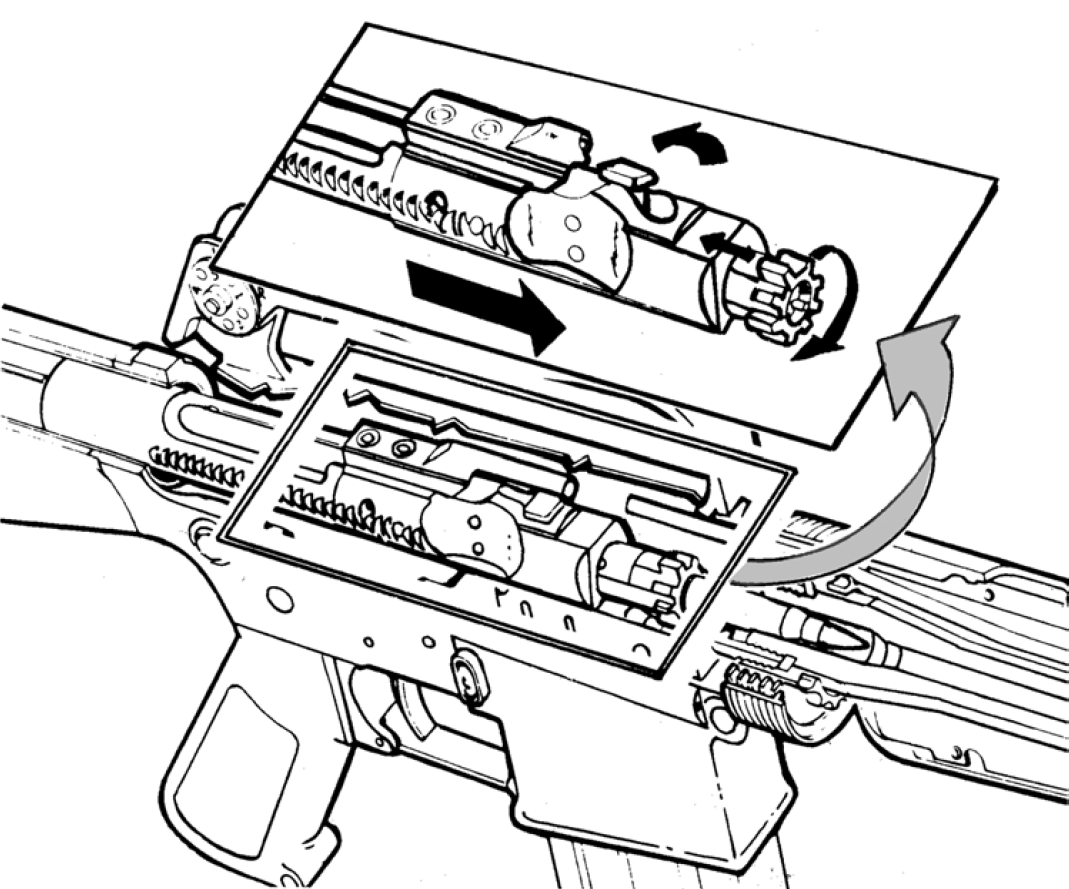
M16步槍槍栓滾轉閉鎖的情形。

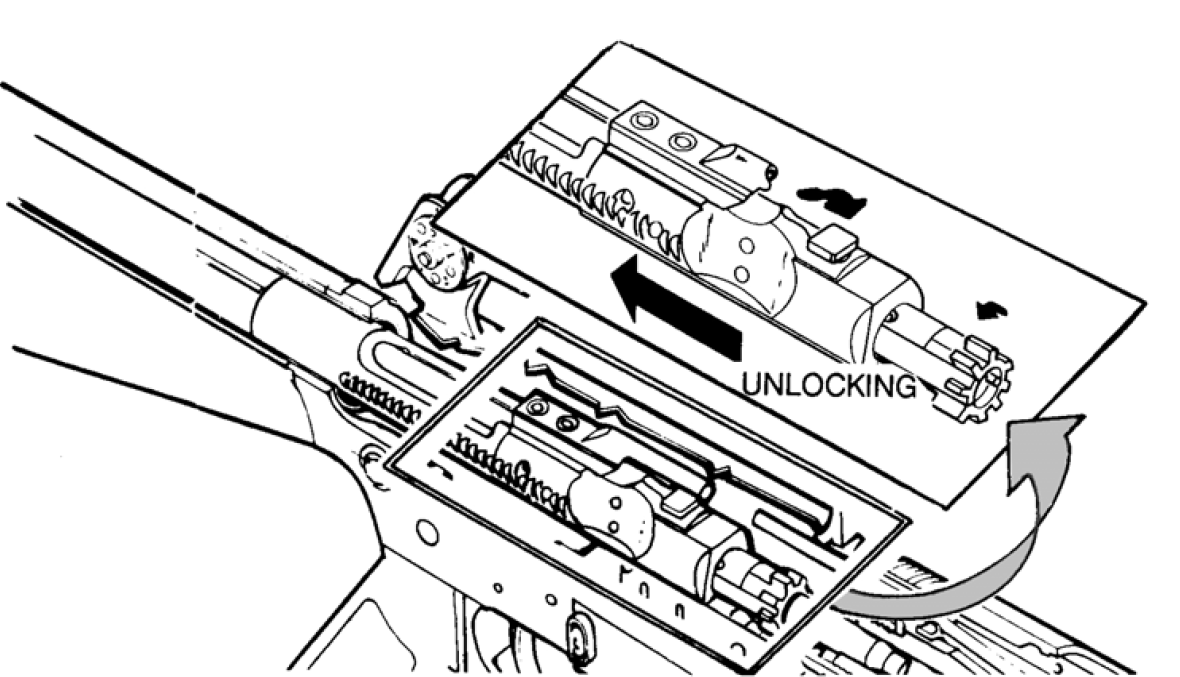
M16步槍槍栓滾轉開鎖的情形。

Radial-delayed blowback.

滾轉式槍機（Rotating bolt）是氣動操作（gas-operated）槍枝槍栓於將子彈送入藥室後進行閉鎖／開鎖的動作方式。相異於手動槍機的閉鎖／開鎖方式，滾轉式槍栓在於槍栓本身只進行直線復進，而槍栓鎖耳才作滾轉閉鎖／開鎖動作。目前例如M16、L85A1、HK416以及HK M27 IAR步槍採用這種槍栓運作的方式。

## 運作方式
基本上在正常情形下步槍槍栓都一直保持在閉鎖的情形，不論是否藥室中有無子彈。因此當槍栓開始進行使用時，槍栓會被射手以拉機柄向後拉；以圖中M16步槍為例，我們可以見到槍栓的外緣有齒狀突起物，這個稱為鎖耳（lug，蘇格蘭語）。鎖耳在槍栓上與藥室後方都有，存在的目的與功用就是保持與確保槍栓與藥室閉鎖的程度。
射手將拉機柄拉到後方之後放掉，槍栓受到後面的復進簧持續推動前進，槍栓上的鎖耳同時兼作給彈唇將子彈從彈匣中推出來送進藥室。槍栓頂著子彈撞上藥室之後就會向後退，然而槍栓受到導桿在槍栓總成上面的軌跡約束，因此槍栓導桿就向左後方（以槍口的方向為準）滑動，而槍栓也就發生向左轉滾轉的動作。而槍栓滾轉之後，槍栓上的鎖耳就與藥室的鎖耳相牴觸，因此現在的鎖耳就完成協助槍栓與藥室的閉鎖。
然而擊發後彈藥所產生的瓦斯除了將彈頭向槍口的方向推送之外，也會被前方準星座中與槍栓相連的不鏽鋼管直接回傳對著槍栓導槽上的瓦斯座噴發吹送，因此產生將槍栓槽向後推。隨著槍栓總成向後移動的結果，因此槍栓導桿又受到軌跡的約束就向前中央的方向（以槍口的方向為準）滑動，而槍栓也就發生向右轉滾轉的動作。
而槍栓滾轉之後，槍栓上的鎖耳與藥室的鎖耳牴觸的情形解除，因此槍栓的鎖耳就從藥室鎖耳的間隙中滑出，槍栓上的抽殼鈎並且完成將彈殼從藥室中「抓」出來的退殼程序，等到槍栓被槍栓總成往後帶到一段距離，槍栓上的頂殼針就會將彈殼向外拋出，這時候槍栓與藥室的開鎖才算結束，並且準備下次閉鎖程序的產生。
所以簡單的來說槍栓的滾轉就是協助完成閉鎖／開鎖的程序。

## 外部連結
- Origins of the Multi-lug Rotating Bolt （页面存档备份，存于）
- Rotating bolt delayed blowback （页面存档备份，存于）
- Primer actuated M16 using rotating bolt （页面存档备份，存于）
- CMMG Radial delayed blowback （页面存档备份，存于）